# Marc (prénom)
Pour les articles homonymes, voir Marc.
Cette page présente le prénom Marc ainsi que ses variantes.
Marc est un prénom masculin.

## Sens et origine du nom
Marc est un prénom masculin français, catalan et romain. Tiré de l'adjectif latin marticus, contracté en marcus, il signifie consacré au dieu Mars, dieu de la guerre, de la fertilité des cultures et protecteur de Rome. 
C'est le nom d'un des quatre évangélistes canoniques.
Marc en prénom hébreu ancien se prononce Mardochée.

## Variantes
- français : prénoms composés les plus fréquents Jean-Marc, Marc-André, Marc-Antoine, Marc-Henri et formes féminines Marcie, Marcy[1] et Marcienne.
- allemand : Markus
- albanais : Mark
- anglais : Mark
- catalan : Marc
- corse : Marcu
- croate : Marko
- espéranto : Marko
- espagnol : Marcos
- finnois : Marko
- hongrois : Márk
- italien : Marco
- kabyle : Marek
- letton : Mareks
- néerlandais : Mark, Marek
- occitan : Marc
- poitevin : Marc ; diminutif : Marquét
- polonais : Marek
- portugais : Marco, Marcos
- russe : Марк
- serbe: Marko
- slovaque : Marek
- suédois : Markus
- tchèque : Marek

## Popularité du nom
Prénom en baisse depuis les dix dernières années[Quand ?].

## Marc comme nom de personne ou prénom

### Saints
- Marc est l'un des évangélistes.

### Autres noms de personne
- Marc fut pape en 336.
- Marc Antoine, général romain
- Marc Aurèle, empereur romain
- Marc l'Ermite, auteur de CPG 6090-6102

### Prénom
- Marc Alfos, acteur de doublage français
- Marc Allégret, cinéaste français
- Marc Augé, ethnologue français
- Marc Bloch, historien français
- Marc Chagall, peintre français
- Marc Compernol, aide de Camp du Roi, chef de la defense
- Marc Éliard, bassiste français
- Marc Ferro, historien français
- Marc Fumaroli, historien français
- Marc Gagnon, champion olympique canadien
- Marc Garneau, astronaute canadien
- Marc Jacobs, couturier américain
- Marc Lacroix, photographe français
- Marc Lavoine, chanteur français
- Marc Lescarbot, homme de lettres
- Marc Levy, écrivain français
- Marc Métral, ventriloque
- Marc Minkowski, chef d'orchestre
- Marc Ravalomanana, homme politique malgache
- Marc Riboud, photographe français
- Márk Rózsavölgyi, compositeur hongrois
- Marc Seguin, ingénieur et inventeur français
- Marc Shaiman, compositeur américain
- Marc Veyrat, cuisinier français
- Marc Veillet Lavallée, ancien secrétaire général et président de la FAO - United Nations
- Marc-Antoine Charpentier, compositeur baroque
- Marc Antoine Louis Claret de La Tourrette, botaniste français

- Marc-René de Montalembert, homme de lettres et ingénieur français

- Marco Polo, explorateur italien

- Pour voir tous les articles concernant les personnes portant ce prénom, consulter les pages commençant par Marc.